# Kristjan Kushta
Kristjan Kushta (Valona, 16 dicembre 1997) è un calciatore albanese, attaccante dell'Īraklīs.

## Biografia
Anche suo zio Sokol è stato un calciatore.

## Carriera

### Club
Proveniente dal vivaio del PAOK, il 5 luglio 2016 passa in prestito secco alla squadra slovacca dello Zemplín Michalovce, dove rimarrà per un anno e mezzo, segnando 4 gol.
Il 26 gennaio 2018 va in prestito all'Aiginiakos: rimarrà in squadra per un altro anno e mezzo. Il 30 giugno 2019 si svincola dai tessalonicesi per andare al Karaïskakīs. La sua avventura dura poco: il 27 agosto dell'anno successivo si trasferisce all'OF Ierapetra, mentre il 1º luglio 2021 passa al Larissa. Dal 23 febbraio 2023 è un giocatore dell'Īraklīs.

### Nazionale
Ha giocato nella nazionale albanese Under-17.

## Statistiche

### Presenze e reti nei club
Statistiche aggiornate all'8 settembre 2024.
| Stagione                  | Squadra                   | Campionato                | Campionato | Campionato | Coppe nazionali | Coppe nazionali | Coppe nazionali | Coppe continentali | Coppe continentali | Coppe continentali | Altre coppe | Altre coppe | Altre coppe | Totale | Totale |
| Stagione                  | Squadra                   | Comp                      | Pres       | Reti       | Comp            | Pres            | Reti            | Comp               | Pres               | Reti               | Comp        | Pres        | Reti        | Pres   | Reti   |
| ------------------------- | ------------------------- | ------------------------- | ---------- | ---------- | --------------- | --------------- | --------------- | ------------------ | ------------------ | ------------------ | ----------- | ----------- | ----------- | ------ | ------ |
| dic. 2015-2016            | PAOK                      | SL                        | 1          | 0          | CG              | 1               | 0               | UEL                | -                  | -                  | -           | -           | -           | 2      | 0      |
| 2016-2017                 | Zemplín Michalovce        | SL                        | 24         | 3          | CS              | 7               | 7               | -                  | -                  | -                  | -           | -           | -           | 31     | 10     |
| lug.-ago. 2017            | Zemplín Michalovce        | SL                        | 3          | 0          | CS              | 2               | 1               | -                  | -                  | -                  | -           | -           | -           | 5      | 1      |
| Totale Zemplin Michalovce | Totale Zemplin Michalovce | Totale Zemplin Michalovce | 27         | 3          |                 | 9               | 8               |                    | -                  | -                  |             | -           | -           | 36     | 11     |
| ago. 2017-gen. 2018       | Slavoj Trebišov           | 2L                        | 6          | 0          | CS              | 0               | 0               | -                  | -                  | -                  | -           | -           | -           | 6      | 0      |
| gen.-giu. 2018            | Aiginiakos                | FL                        | 9          | 1          | CG              | 0               | 0               | -                  | -                  | -                  | -           | -           | -           | 9      | 1      |
| 2018-2019                 | Aiginiakos                | FL                        | 21         | 4          | CG              | 0               | 0               | -                  | -                  | -                  | -           | -           | -           | 21     | 4      |
| Totale Eginiakos          | Totale Eginiakos          | Totale Eginiakos          | 30         | 5          |                 | 0               | 0               |                    | -                  | -                  |             | -           | -           | 30     | 5      |
| 2019-2020                 | Karaïskakīs               | SL2                       | 15         | 3          | CG              | 1               | 0               | -                  | -                  | -                  | -           | -           | -           | 16     | 3      |
| 2020-2021                 | OF Ierapetra              | SL2                       | 25         | 5          | CG              | 0               | 0               | -                  | -                  | -                  | -           | -           | -           | 25     | 5      |
| 2021-2022                 | Larissa                   | SL2                       | 8          | 2          | CG              | 4               | 1               | -                  | -                  | -                  | -           | -           | -           | 12     | 3      |
| 2022-feb. 2023            | Larissa                   | SL2                       | 7          | 1          | CG              | 0               | 0               | -                  | -                  | -                  | -           | -           | -           | 7      | 1      |
| Totale Larissa            | Totale Larissa            | Totale Larissa            | 15         | 3          |                 | 4               | 1               |                    | -                  | -                  |             | -           | -           | 19     | 4      |
| feb.-giu. 2023            | Īraklīs                   | SL2                       | 14         | 1          | CG              | 0               | 0               | -                  | -                  | -                  | -           | -           | -           | 14     | 1      |
| 2023-2024                 | Īraklīs                   | SL2                       | 29         | 9          | CG              | 1               | 1               | -                  | -                  | -                  | -           | -           | -           | 30     | 10     |
| 2024-2025                 | Īraklīs                   | SL2                       | 0          | 0          | CG              | 1               | 0               | -                  | -                  | -                  | -           | -           | -           | 1      | 0      |
| Totale Īraklīs            | Totale Īraklīs            | Totale Īraklīs            | 43         | 10         |                 | 2               | 1               |                    | -                  | -                  |             | -           | -           | 45     | 11     |
| Totale carriera           | Totale carriera           | Totale carriera           | 162        | 29         |                 | 17              | 10              |                    | 0                  | 0                  |             | -           | -           | 179    | 39     |